# L'Alzina del Pla de Cirera
L'Alzina del Pla de Cirera o, simplement, l'Alzina és una masia situada al Pla de Cirera al poble de Lladurs, municipi del mateix nom (Solsonès).